# ARFU Women's Championship 2006
L’ARFU Women’s Championship 2006 fu il 1º campionato asiatico di rugby a 15 femminile.
Organizzato dall’ARFU, nome con cui era nota all’epoca Asia Rugby, esso vide la partecipazione di quattro squadre nazionali che si affrontarono con la formula della Final Four a Kunming dal 17 al 19 novembre 2006.
Le squadre che si presentarono all’edizione inaugurale del campionato furono le padrone di casa della Cina, Hong Kong, Singapore e Thailandia.
La squadra vincitrice del campionato fu proprio la Cina, esordiente assoluta sulla scena internazionale che, nel suo primo incontro della sua storia, batté la Thailandia 53-11 nella semifinale.
In finale le cinesi vinsero il derby contro Hong Kong per 31-7, a sua volta vincitore su Singapore in semifinale.
Ad aggiudicarsi il terzo posto fu la Thailandia, che batté 20-0 Singapore.

## Formula
Il torneo si svolse con il metodo dell'eliminazione diretta.
Nella prima giornata di torneo si tennero le semifinali, mentre nella seconda la finale per il terzo posto tra le sconfitte della semifinale e quella per il titolo tra le vincenti.
Tutte le gare si svolsero al Haigeng Training Centre di Kunming, città del sud della Cina.

## Squadre partecipanti
- Cina
- Hong Kong
- Singapore
- Thailandia

## Incontri
|  | Semifinali | Semifinali | Semifinali |           |      | Finale          | Finale          | Finale          |  |
|  |            |            |            |           |      |                 |                 |                 |  |
|  | Cina       | Cina       | 53         |           |      |                 |                 |                 |  |
|  | Cina       | Cina       | 53         |           |      |                 |                 |                 |  |
|  | Thailandia | Thailandia | 11         |           |      |                 |                 |                 |  |
|  | Thailandia | Thailandia | 11         |           | Cina | Cina            | 31              |                 |  |
|  |            |            |            |           | Cina | Cina            | 31              |                 |  |
|  |            |            | Hong Kong  | Hong Kong | 7    |                 |                 |                 |  |
|  | Hong Kong  | Hong Kong  | Hong Kong  | Hong Kong | 7    | 12              |                 |                 |  |
|  | Hong Kong  | Hong Kong  |            |           |      | 12              |                 |                 |  |
|  | Singapore  | Singapore  | 0          |           |      | Finale 3º posto | Finale 3º posto | Finale 3º posto |  |
|  | Singapore  | Singapore  | 0          |           |      |                 |                 |                 |  |
|  |            |            |            |           |      |                 |                 |                 |  |
|  |            |            |            |           |      | Thailandia      | Thailandia      | 20              |  |
|  |            |            |            |           |      | Thailandia      | Thailandia      | 20              |  |
|  |            |            |            |           |      | Singapore       | Singapore       | 0               |  |

### Semifinali
| Arbitro: | Andrew Tranent |

|                                                           |      |           |
| J. Bo (3) C. Yingying Y. Juan Y. Jiyou L. Yan (2) B. Ying | mt   | Yosri     |
| B. Ying (4)                                               | tr   |           |
|                                                           | c.p. | Innoi (2) |

| Arbitro: | Shi Yongjin |

|              |    |  |
| Nga C. Cheng | mt |  |
| Kwok         | tr |  |

### Finale per il 3º posto
| Arbitro: | Liu Hao |

|                                |    |  |
| Leamrat Somiti Chaichang Yusri | mt |  |

### Finale
| Arbitro: | Thawatchai |

|                  |    |        |
| L. Yan (4) J. Bo | mt | Gordan |
| B. Ying (3)      | tr | Kwok   |